# Hauchiella tribullata
Hauchiella tribullata är en ringmaskart som först beskrevs av McIntosh 1869.  Hauchiella tribullata ingår i släktet Hauchiella och familjen Terebellidae. Arten är reproducerande i Sverige. Inga underarter finns listade i Catalogue of Life.